# Sunrise Lake
 (août 2025).
Pour les articles homonymes, voir Sunrise.
Sunrise Lake est une census-designated place située dans le comté de Pike, dans l’État de Pennsylvanie, aux États-Unis. Lors du recensement de 2020, elle compte 1 396 habitants.